# Русско-шведская война (1554—1557)
Русско-шведская война 1554—1557 годов (швед. Stora ryska kriget, фин. Suuri Venäjän sota «Великая русская война»), также именуется как Шведский поход — вооружённый конфликт между Шведским королевством и Русским царством, начавшийся из-за приграничных споров.

## Предпосылки
В XVI веке отношения между Шведским королевством и Русским Царством были напряжёнными. На Карельском перешейке были случаи нарушения границы, возникали конфликты из-за мест рыбного и тюленьего промысла.
В годы правления Ивана Грозного были установлены торговые отношения России с Англией, сильно ударившие по экономическим интересам Швеции, получавшей немалые доходы от транзитной русско-европейской торговли. В 1553 году экспедиция английского мореплавателя Ричарда Ченслера обогнула Кольский полуостров, вошла в Белое море и бросила якорь к западу от Николо-Корельского монастыря напротив селения Нёнокса. Получив весть о появлении англичан в пределах своей страны, Иван IV пожелал встретиться с Ченслером, который, преодолев около 1000 км, с почестями прибыл в Москву. Вскоре после этой экспедиции в Лондоне была основана «Московская компания», получившая впоследствии монопольные торговые права от царя Ивана.
Шведский король Густав I Васа после неудачной попытки создать антироссийский союз, в составе которого находились бы Великое княжество Литовское, Ливония и Дания, решил действовать самостоятельно.
Также король Швеции Густав I был обижен тем, что Иван IV встретил его посла не в московском Кремле, а в Новгороде.

## Ход военных действий
В 1554 году король Швеции Густав I Ваза (1523—1561) сосредоточил войска в гарнизонах Або и Выборг. Шведами было совершено нападение на Печенгский монастырь, основанный в 1530—1540 годы (по некоторым источникам в 1554 году) в горле Печенгской губы. Тогда новгородский наместник князь Палецкий послал в Стокгольм Никиту Кузьмина требовать объяснений. Шведы задержали Кузьмина, за это царь Иоанн Васильевич приказал новгородскому воеводе Ногтёву открыть военные действия против шведов.
В апреле 1555 года шведская флотилия адмирала Якоба Багге прошла Неву и 10 сентября осадила русскую крепость Орешек. Но новгородский наместник Дмитрий Палецкий быстро отреагировал, сообщив об этом Москве, и к Орешку двинулась рать под командованием воевод Андрея Ногтёва и Петра Головина. Шведские силы три недели осаждали Орешек, и в это время к русским войскам присоединилась новгородская армия под командованием Шереметева. Осада крепости результатов не принесла, шведское войско отступило. Был захвачен один шведский корабль с четырьмя пушками.
Русская армия запланировала ответный удар по Швеции. В Новгороде начали сборы армии, которая 20 января 1556 года, в количестве 20-25 тыс. человек под командованием Петра Щенятева перешла через Смолин и Лебежье и начала наступление на Выборг. Город осаждали три дня. Также уничтожили селения по берегам реки Вуоксы, заняли город Кивинебба (захватив 7 пушек и много другого имущества). Вскоре подоспели войска Швеции. Они разгромили сторожевой полк, но полк Ивана Шереметева неожиданно ударил по шведам, и те бежали в город. Вскоре возле города был поставлен «Лаврецкий погост», который должен был остановить армию, идущую от Стокгольма в Выборг. С задачей он справился.
Густав был очень обескуражен поражением Швеции. Это вынудило его отправить посольство во главе со Стеном Эрикссоном и архиепископом стокгольмским Ларсой. В итоге в марте 1557 года в Новгороде было подписано перемирие сроком на 40 лет (вступило в силу 1 января 1558 года). Русско-шведская граница восстанавливалась по старому рубежу, определённому ещё Ореховским мирным договором от 1323 г.

## Итоги и последствия
Война со Швецией выявила несомненное превосходство русского войска, не приведя, однако, к значимым результатам.